# Gavriil Miasnikov

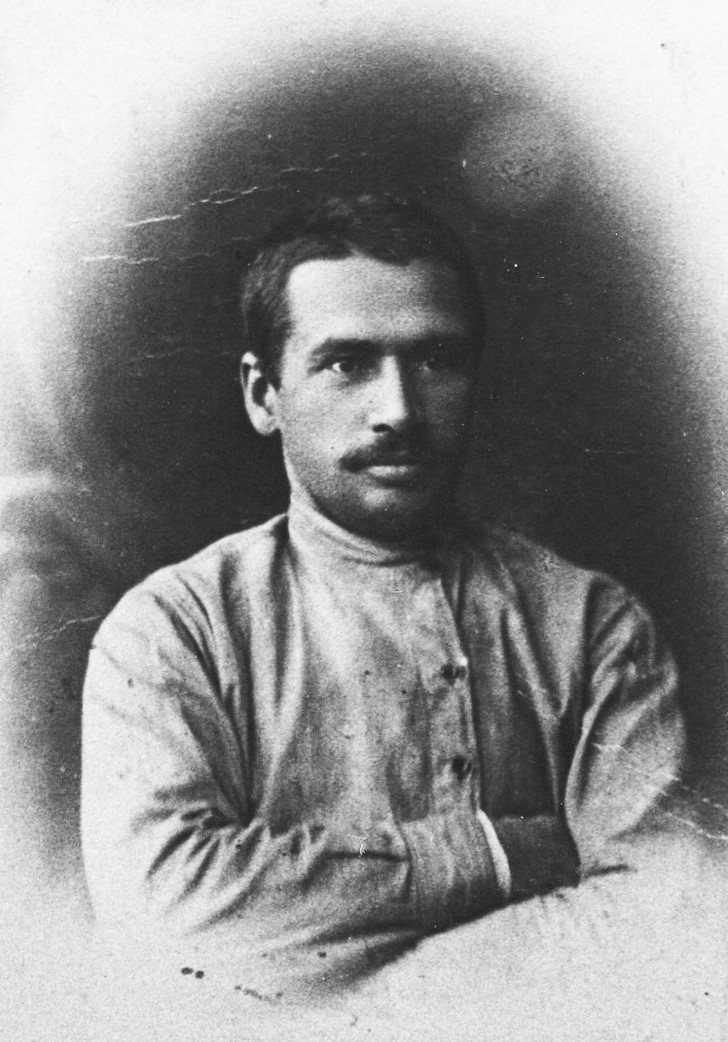
Gavriil Miasnikov, años 1920.

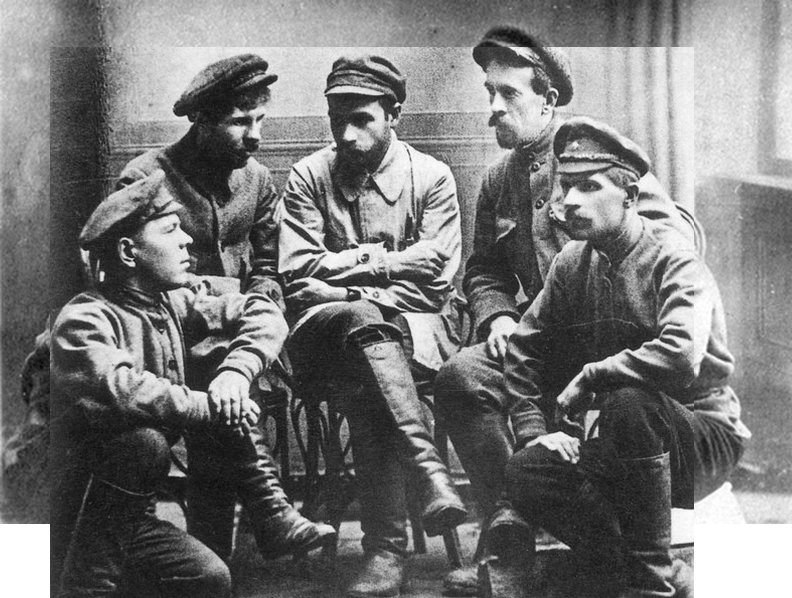
Bolcheviques que participaron en el asesinato de Miguel Románov (de izda. a dcha.): A.V. Márkov, N.V. Zhuzhgov, G.I. Miasnikov (centro), V.A. Ivánchenko, I.F. Kolpaschikov.

Gavriil Ilich Miasnikov (Ruso: Гаврии́л Ильи́ч Мяснико́в; Beriózovka, uyezd de Chístopol, Gobernación de Kazán, 25 de febrero de 1889 – Moscú, 16 de noviembre de 1945) fue un revolucionario bolchevique ruso, un trabajador metalúrgico de los Urales, que participó en la Revolución de 1905 y se convirtió en un activista clandestino bolchevique en 1906. La policía zarista lo arrestó y pasó más de siete años realizando trabajos forzados en Siberia. En 1917, Miasnikov era activo en el comité de las fábricas Motovílija de armamento de Perm, el sóviet, y en el Partido Bolchevique en esa ciudad.
Gavriil Miasnikov es conocido como el iniciador de ejecución y asesino del Gran Duque Miguel Aleksándrovich de Rusia (1918).
En 1918, Miasnikov formaba parte de la Izquierda comunista, opuesta al Tratado de Brest-Litovsk.  Él estaba descontento con elementos de la política del Partido hacia los trabajadores, pero no apoyó la Oposición Obrera en 1920-21. Miasnikov discrepó del llamado de la Oposición Obrera a que los sindicatos administraran la economía. En cambio, en un manifiesto de 1921, Miasnikov pidió que los "soviets de productores" administraran la industria y la libertad de prensa para todos los trabajadores. Los dirigentes de la Oposición Obrera Aleksándr Shliápnikov y Serguéi Medvédev temían que las propuestas de Miasnikov darían demasiado poder a campesinos. Sin embargo, a pesar de sus desacuerdos, apoyaron el derecho de Miasnikov a expresar críticas a la política del Partido. Junto con antiguos miembros de la Oposición Obrera, Miasnikov firmó la "Carta de los Veintidós" al Comintern en 1922, protestando por la represión de los líderes del Partido Comunista ruso de la disidencia entre los miembros proletarios del Partido Comunista.
En febrero de 1922, Miasnikov fue expulsado del Partido Comunista de Rusia. En 1923, formó una facción de oposición llamada “Grupo Obrero del Partido Comunista de Rusia” que se opuso a la Nueva Política Económica. El grupo incluyó algunos miembros anteriores de los Oposición Obrera. Los dirigentes de partido arrestaron a Miasnikov en mayo de 1923, pero luego lo liberaron e intentaron aislarlo de su base de apoyo asignándolo a una misión comercial en Alemania en 1923. Allí Miasnikov formó lazos a los Partido Comunista Obrero de Alemania, un grupo en desacuerdo con el Partido Comunista de Rusia. Estos grupos le ayudaron publicar el Manifesto del Grupo Obrero, sin permiso del Partido Comunista de Rusia.  El Grupo Obrero fue suprimido y más tarde, en 1923, Miasnikov estuvo persuadido para regresar a Rusia, donde esté arrestado y encarceló.
En 1927, su sentencia fue cambiada a exilio interno en Ereván, Armenia. En noviembre de 1928, huyó de la URSS hacia Irán. Fue arrestado en Irán y luego deportado a Turquía. En 1930, emigró a Francia, donde trabajó en fábricas hasta 1944. 
En noviembre de 1944, fue invitado por la embajada soviética en Francia para regresar a la URSS. Aceptó la invitación, recibió un visado y fue enviado a la URSS vía la embajada el 18 de diciembre de 1944. Después de regresar a la URSS, fue arrestado el 17 de enero de 1945 por el Ministerio de la Seguridad del Estado, la policía secreta soviética. Fue condenado por el Colegio Militar de la Corte Suprema acusado de traición de acuerdo con el artículo 58-1a del Código Penal y ejecutado el 16 de noviembre de 1945.
El 25 de diciembre de 2001, Miasnikov fue rehabilitado.